# Gustaf Wilhelm Weinberg
Gustaf Wilhelm Weinberg, född 1 juni 1773 i Göteborg, död 25 april 1842 i Göteborg, var en svensk överstelöjtnant och målare.
Han var son till regementsfältskären och kirurgen Philip Berhard Weinberg och Anna Christina Meister och från 1805 gift med Anna Birgitta Schütz samt far till löjtnanten Philip Wilhelm Weinberg samt bror till Justius Fredrik Weinberg. Weinbergs konst består av landskapsskildringar utförda i en blandning av akvarell och gouache. Weinberg är representerad vid Norrköpings Konstmuseum med en landskapsmålning.